# Majlen (voornaam)
Majlen is een voornaam van Griekse, Hebreeuwse en Latijnse oorsprong en wordt zowel aan jongens en meisjes gegeven.

## Betekenis
Maj is een afkorting van Maria en -len is een afkorting van Magdalena.